# Donald Beer
Donald Anton Eilers "Don" Beer, född 31 maj 1935 i New York, död 25 januari 1997 i Princeton i New Jersey, var en amerikansk roddare.
Beer blev olympisk guldmedaljör i åtta med styrman vid sommarspelen 1956 i Melbourne.